# Alapfy András
Alapfy András (Budapest, 1954. november 9. –) médiatervező, illusztrátor, fotóművész.

## Pályafutása
Mesterei Balogh István, Kass János és Jan van Keulen voltak. 1976 és 1980 között a Magyar Iparművészeti Főiskolán tanult, 1980-ban a bécsi Universität für angewandte Kunst, majd 1983 és 1987 között az amszterdami Rijksakademie van beeldende kunsten hallgatója volt. Magyarországon a Hungaroton, a MOKÉP, a Magyar Hirdető, a Műcsarnok, a Tungsram és a Hungexpo is megbízta különféle tervezési munkákkal. 1983-tól 1989-ig illusztrátorként dolgozott az amszterdami Holland Playboy, Avenue, Libelle magazin, illetve az ArtBox és az ArcherArt ügynökségeknél. 1989-től Münchenben él és dolgozik. 2004-ben rendezte Számítóképek címmel első önálló kiállítását a budapesti Millenáris Park Teátrum előcsarnokában.

## Díjak/ösztöndíjak
- 1972 • Nemzetközi Ifjúsági Fotópályázat, Münster (D), aranyérem • a LOT és a Lengyel Kultúra plakátpályázata, Budapest, első díj
- 1973 • Nemzetközi Ifjúsági Fotópályázat, Esslingen (D), FIAP díj • a Magyar Fotóművészek Szövetségének évdíja
- 1978 • VII. Varsói Nemzetközi Plakát Biennálé (PL), kulturális kategória, fődíj
- 1980 • II. Országos Alkalmazott Grafikai Biennálé, Békéscsaba, fődíj
- 1981 • V. Spanyol Nemzetközi Hanglemezborító pályázat, Valadolid (E), „A legszebb külföldi hanglemezborító” különdíja
- 1982 •  „Az 1981. év legjobb plakátjai” pályázaton a Magyar Reklámszövetség nívódíja
- 1985 •  „Az 1984. év legjobb plakátjai” pályázaton a Belkereskedelmi Minisztérium fődíja

## Egyéni kiállítások
- 2004 • Millenáris Park, Teátrum, Budapest
- 2005 • Kanzlei R. A. Rathgeber, München (D)

## Válogatott csoportos kiállítások
- 1974, 1976, 1978 • Nemzetközi Plakát Biennálé, Varsó (PL)
- 1974, 1978, 1982 • Nemzetközi Alkalmazott Grafikai és Plakát Biennálé, Brno (CZ)
- 1975 • Jubileumi plakátkiállítás, Szépművészeti Múzeum, Budapest
- 1976 • V. Brit Nemzetközi Grafikai Biennálé, Bradford (UK)
- 1978, 1980 • Országos Tervező Grafikai Biennálé, Békéscsaba
- 1980 • 6. Országos Tér- és Faltextil Biennálé, Szombathely
- 1981 • Werbefotos aus Ungarn, a Magyar Reklámszövetség kiállítása, Bécs (A)
- 1981, 1982 • Az év legjobb plakátja, Magyar Nemzeti Galéria, Budapest
- 1983 • A világ legjobb plakátjai - A varsói nemzetközi plakátbiennálék díjnyertesei, Műcsarnok, Budapest
- 1985 • Nemzetközi Plakát Biennálé, Lahti (FIN)
- 1986 • 100 + 1 éves a magyar plakát. A magyar plakátművészet története 1885-1986, Műcsarnok, Budapest • ArcherArt Illustrators, Schiphol/Amszterdam (NL)

## Művek közgyűjteményekben
• Magyar Fotográfiai Múzeum, Kecskemét
• Magyar Nemzeti Galéria, Budapest 
• MAHIR Archívum, Budapest 
• Moholy-Nagy Művészeti Egyetem, Budapest 
• Munkácsy Mihály Múzeum, Békéscsaba 
• Országos Széchényi Könyvtár, Budapest 
• Willanowi Plakátmúzeum, Varsó (PL)

## Publikációk
- VDAV-Press, Rheinbreitbach/Augsburg, 1973/szeptember
- Fotóművészet, 1974/2.
- Propaganda Reklám, Magyar Reklámszövetség, 1980/4., 1982/3.
- Graphis Posters 83, Walter Herdeg Verlag, 1983
- Novum - Gebrauchsgraphik, 1985/január
- Graphis Posters 85, Walter Herdeg Verlag, 1985
- A mai magyar plakát könyv. Kulinyi, 1985/86
- 100+1 éves a Magyar Plakát (kat.), 1986
- Margarethe Illustration. Artist Index, Hamburg, 1986
- Wereldkrant, Lelystad, Hollandia, 1987/április
- LGT – Nagy Képes Kottás Emlékkönyv. Budapest, 1992
- Magyar Design könyv. 1994
- The Missing Link. STOCK4B, München, 2000
- A gyufacímkétől az online hirdetésig. Geomédia, Budapest 2000
- Wirtschaftsteil – No.002. STOCK4B, München, 2001
- Retró-repró – A magyar lemezborító. Budapest, 2005